# 下南坑
下南坑，是臺灣臺中市豐原區的一個傳統地域名稱，也是衛福部豐原醫院、臺中市政府陽明大樓所在地，位於該區東南部。相較於今日行政區，其範圍大致包括中山里南部、陽明里、中陽里、南陽里、北陽里、東陽里、南嵩里最南端，以及新社區的崑山里西南端、永源里西部邊界地帶中間偏北段。

## 歷史
台灣清治末期，下南坑地區為一街庄，稱為「下南坑庄」，隸屬於捒東上堡。該庄北與上南坑庄為鄰，東北及東與七份庄為鄰，南邊為大坑庄、聚興庄，西南邊為鐮仔坑口庄、烏牛欄庄，西北邊為葫蘆墩街。
1901年（日明治三十四年）11月，全台廢縣廳改設二十廳，該庄隸屬於臺中廳。1903年（明治三十六年）6月，該庄編入「葫蘆墩區」，仍隸屬於臺中廳。1909年（明治四十二年）10月，全台二十廳合併為十二廳，葫蘆墩區隸屬不變。1920年（大正九年），全台地方制度大改正，該庄改制為「下南坑」大字，隸屬於臺中州豐原郡豐原街。
戰後豐原街改制為豐原鎮，隸屬於臺中縣，大字亦改制為里。1950年10月，中、彰、投分治，豐原鎮隸屬不變。1976年，豐原鎮因人口超過十萬人而改制為縣轄豐原市。2010年12月，隨著臺中縣、市合併為直轄臺中市，豐原市改制為豐原區。

## 聚落
本地區有下南坑、考柃腳、南陽新村、豐田新村、國民新村、華園、白雲山莊、翠園、觀音山、東陽別莊、鴨母坑、番仔園等聚落。

## 交通
台鐵山線大致以北北東－南南西走向轉東北—西南走向經過下南坑地區西北端凸出部分。境內未設站，北側不遠處設有豐原車站，屬一等站，停靠大部分的普悠瑪號、自強號列車及其餘各級全部列車。由此可前往台鐵沿線各站。
省道台3線（圓環東路）俗稱「內山公路」，是臺北至屏東的幹道，大致以北北東—南南西走向轉東北—西南走向再繞大彎轉東向西經過本地區西北部平原地帶的中部。由該道路向北北東繞大彎轉北北西再轉東北繞過豐原市中心可前往石岡、東勢、卓蘭、大湖等地，向西轉西北西再轉南南西可前往潭子、北屯、台中市區、大里等地。
區道中88線（南陽路、東陽路）是豐原區北陽里至新社區水井的道路，其西側端點位於本地區西北部省道台3線路口。由此向東南蜿蜒而行，出境後可前往大坑北部、七分南部的水井聚落、馬力埔西部並止於區道中93線路口。
區道中88-1線（南陽路59巷）是南陽至鏟子坑的道路，其東北側端點位於本地區西側區道中88線路口。由此向南南西出境後轉西北西再轉南南西經烏牛欄地區東部凸出部分後可前往鐮子坑口地區西北部的區道中89線路口。

## 學校
- 豐東國中
- 南陽國小
- 福陽國小

## 廟宇
- 聚星觀（陰廟）